# I Have Nothing
Singles de Whitney Houston
I'm Every Woman
(1993) Run to You
(1993)
Pistes de The Bodyguard: Original Soundtrack Album
I Will Always Love You I'm Every Woman
I Have Nothing est une chanson de la chanteuse américaine Whitney Houston. Sorti le 20 février 1993 sous le label Arista Records, il s'agit du 3e single extrait de l'album The Bodyguard: Original Soundtrack Album. La chanson a été écrite par David Foster, Linda Thompson et produit par David Foster. La chanson a été reprise dans la série Glee, dans laquelle le personnage de Kurt Hummel (interprété par Chris Colfer), chante ça à son petit ami en guise "d'excuse".

## Liste des pistes et formats
- Royaume-Uni 12" vinyle single
  - A1 I Have Nothing ― 4:45
  - A2 All the Man That I Need ― 3:54
  - B1 Where You Are ― 4:10
  - B2 Lover for Life ― 4:48
- Europe 7" vinyle single / JPN 3" CD single
  - A "I Have Nothing" ― 4:45
  - B "Where You Are" ― 4:10
- Royaume-Uni 7" vinyle single
  - A "I Have Nothing" ― 4:45
  - B "All the Man That I Need" ― 3:54
- États-Unis maxi-CD single / Europe maxi-CD single /  Royaume-Uni maxi-CD single

1. I Have Nothing ― 4:45
2. Where You Are ― 4:10
3. Lover for Life ― 4:48

- Royaume-Uni CD single

1. I Have Nothing ― 4:45
2. All the Man That I Need ― 3:54
3. Where You Are ― 4:10
4. Lover for Life ― 4:48

## Crédits et personnels
Extrait des notes de la pochette album de The Bodyguard: Original Soundtrack Album
"I Have Nothing"
- Whitney Houston ― performer
- Michael Jackson --- performer (duo version)
- David Foster ― réalisateur artistique, arrangeur
- Jeremy Lubbock and David Foster ― string arrangement
- Dave Reitzas ― recording engineer
- Mick Guzauski ― mixing engineer

## Classement et certifications
| Classement (1993)               | Meilleure position |
| ------------------------------- | ------------------ |
| Australie (ARIA)                | 28                 |
| Belgique (VRT Top 30)           | 11                 |
| Canada (RPM)                    | 1                  |
| France (SNEP)                   | 50                 |
| Allemagne (Media Control AG)    | 39                 |
| Irlande (IRMA)                  | 4                  |
| Pays-Bas (Single Top 100)       | 23                 |
| Nouvelle-Zélande (RMNZ)         | 20                 |
| Suisse (Schweizer Hitparade)    | 39                 |
| Royaume-Uni (UK Singles Chart)  | 3                  |
| États-Unis (Hot 100)            | 4                  |
| États-Unis (R&B/Hip-Hop Songs)  | 4                  |
| États-Unis (Adult Contemporary) | 1                  |

| Classement (1993)                                        | Position |
| -------------------------------------------------------- | -------- |
| Canada RPM Top 100 Hit Tracks                            | 14       |
| Canada RPM Top 100 Adult Contemporary Tracks             | 4        |
| États-Unis Billboard Hot 100                             | 30       |
| États-Unis Billboard Pop Singles                         | 32       |
| États-Unis Billboard R&B Singles                         | 32       |
| États-Unis Billboard Adult Contemporary Singles & Tracks | 17       |

| Pays              | Certification(s) |
| ----------------- | ---------------- |
| États-Unis (RIAA) | Or               |